# Erymanthos
Erymanthos (Grieks: Ερύμανθος) is sedert 2011 een fusiegemeente (dimos) in de Griekse bestuurlijke regio (periferia) West-Griekenland.
De vier deelgemeenten (dimotiki enotita) zijn:
- Farres (Φαρρές)
- Kalentzi (Καλέντζι)
- Leontio (Λεόντιο)
- Tritaia (Τριταία)